# Hingyon
Hingyon es un municipio filipino de cuarta categoría perteneciente a  la provincia de Ifugao en la región administrativa de La Cordillera.

## Geografía
Tiene una extensión superficial de 62.02 km² y según el censo del 2007, contaba con una población de 10.071 habitantes y 2.063  hogares; 9.795 habitantes el día primero de mayo de 2010

### Barangayes
Hingyon se divide, a los efectos administrativos. en 12 barangayes o barrios, todos de  carácter rural.
| - Anao - Bangtinon - Bitu | - Cababuyan - Mompolia - Namulditan | - O-ong - Piwong - Población (Hingyon) | - Ubuag - Umalbong - Cababuyan del Norte |